# Hurts (Emeli Sandé)
Hurts è un singolo della cantante britannica Emeli Sandé, il primo estratto dal secondo album in studio Long Live the Angels. È stato pubblicato il 16 settembre 2016.

## Video musicale
Il video musicale è stato pubblicato il 5 ottobre 2016, ed è stato diretto da Dawn Shadforth.

## Tracce
Download digitale
1. Hurts – 3:58 (Adele Emily Sandé, James Murray, Mustafa Omer, Matthew Holmes, Philip Leigh)

Download digitale – Remix
1. Hurts (Offaiah Edit) – 3:18
2. Hurts (Offaiah Remix) – 6:51

## Classifiche
| Classifica (2016) | Posizione massima |
| ----------------- | ----------------- |
| Belgio (Fiandre)  | 28                |
| Irlanda           | 53                |
| Regno Unito       | 22                |
| Scozia            | 10                |
| Slovacchia        | 94                |
| Svizzera          | 64                |